# Gbéhoué
Gbéhoué est un arrondissement situé dans le Sud du Bénin, dans le département du Mono et la commune de Grand-Popo, à proximité de la frontière avec le Togo. 

Il fait partie de la Bouche du Roy, l'une des 4 aires communautaires de la réserve de biosphère transfrontalière du delta du Mono. 

Gbéhoué est également le nom porté par deux villages de l'arrondissement, Gbéhoué Ouatchi, peuplé par des Ouatchi, et Gbéhoué Pédah, où vivent les Pédah. Donc l'arrondissement de Gbehoue est composé de 8 villages : Adimado, Gbêawa, Kpablè, Sohon, Tala, Zogbedji, Gbehoue Ouatchi, Gbehoue Pédah.

## Climat

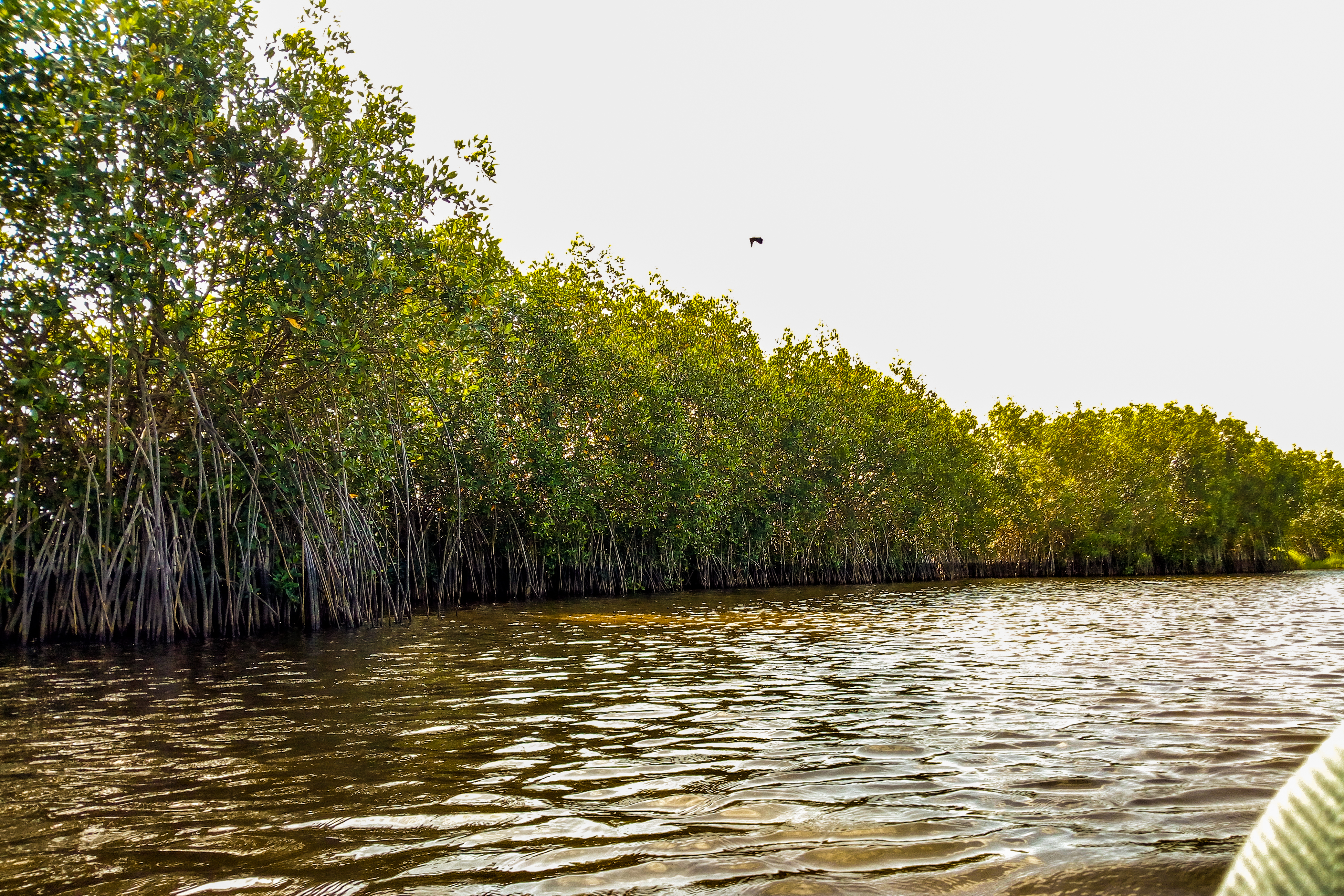
Mangrove à Gbéhoué.

Il est de type subéquatorial à quatre saisons : une grande saison pluvieuse d'avril à juillet, une petite saison sèche centrée sur août, une petite saison pluvieuse de septembre à octobre et une grande saison sèche de novembre à mars. La température moyenne, assez stable, est d'environ 27 °C.

## Population
L'arrondissement de Gbéhoué comptait 3 681 habitants en 1992 (RGPH1), puis 4 437 en 2002 (RGPH2).
Lors du recensement de 2013 (RGPH3), il en comptait 5 977 habitants, parmi lesquels on en a dénombré 2 021 à Gbéhoué Ouatchi et 779 à Gbéhoué Pédah.

## Éducation
Gbéhoué est doté d'un collège d'enseignement général public (CEG).

## Économie
En 2003 Gbéhoué ne disposait pas d'un marché périodique, les commerçants se rendant sur les marchés d'Adjaha et de Comè.